# Platypepla persubtilis
Platypepla persubtilis är en fjärilsart som beskrevs av Krüger. Platypepla persubtilis ingår i släktet Platypepla och familjen mätare. Inga underarter finns listade i Catalogue of Life.